# I wouldn't want to live if you didn't love me
I wouldn't want to live if you didn't love me is een countrylied dat werd geschreven door Al Turney.
Don Williams bracht het in 1974 voor het eerst op een single uit. Het werd zijn eerste nummer 1-hit van uiteindelijk 17 die hij bij elkaar kende in Bilboards Hot Country Singles.
Op de B-kant staat het lied Fly away. In hetzelfde jaar bracht Williams beide nummers ook uit op zijn elpee Vol. III, zijn derde elpee, met als eerste Volume one in 1973.

## Hitnoteringen
| Hitlijsten (1974)           | Piekpositie |
| --------------------------- | ----------- |
| Hot Country Singles (VS)    | 1           |
| RPM Country Tracks (Canada) | 10          |

## Covers
Het lied werd gecoverd door onder meer Jimmy Little (2002), Jack Greene (2008), Carl Wilson (2011), Sean Wilson (2011) en Johnny Loughrey (2012)